# Буххайм
Буххайм (нем. Buchheim) — община в Германии, в земле Баден-Вюртемберг. 
Подчиняется административному округу Фрайбург. Входит в состав района Тутлинген.  Население составляет 620 человек (на 31 декабря 2010 года). Занимает площадь 18,31 км².